# HD 164646
HD 164646，又名BD+45 2638，SAO 47121、HR 6728，是一颗恒星，视星等为5.67，位于銀經72.45，銀緯27.66，其B1900.0坐标为赤經17h 57m 4.8s，赤緯+45° 27.66′ 21″。